# Lawrence Bulger
Pour les articles homonymes, voir Bulger.

a Compétitions nationales et continentales officielles uniquement.

b Matchs officiels uniquement.
Dernière mise à jour le 7 juin 2012.
Lawrence Quinlivan Bulger, dit Larry Bulger, né le 5 février 1870 dans le comté de Clare et mort le 17 mars 1928 à Twickenham, est un joueur de rugby à XV sélectionné en équipe d'Irlande au poste d'ailier.

## Biographie
Lawrence Bulger dispute son premier match international le 1er février 1896 contre l'équipe d'Angleterre et son dernier contre l'équipe du pays de Galles le 19 mars 1898. Il remporte le tournoi britannique de rugby à XV 1896. Il joue quatre test matchs avec les Lions britanniques en 1896 en Afrique du Sud. Il évolue avec les clubs de Lansdowne, Dublin University FC et les London Irish. Il est également honoré de deux invitations avec les Barbarians en 1896.

## Palmarès
- Vainqueur du tournoi britannique en 1896.

## Statistiques

### Avec l'équipe d'Irlande
- Huit sélections
- 22 points (2 essais, 3 transformations, 2 pénalités, 1 un coup de pied d'arrêt de volée[2])
- Sélections par années : 3 en 1896, 2 en 1897, 3 en 1898
- Trois tournois britanniques disputés : 1896, 1897 et 1898.

### Avec les Lions britanniques
- Quatre sélections
- 3 points (1 essai)
- Sélections par année : 4 en 1896 lors de la tournée en Afrique du Sud.